# Liste der Ehrenbürger von Traunstein

Wappen der Großen Kreisstadt Traunstein

Die Ehrenbürgerwürde ist die höchste kommunale Auszeichnung der Großen Kreisstadt Traunstein. Sie wird gemäß dem am 30. September 1973 in Kraft getretenen Ehrenstatut der Stadt Traunstein an Persönlichkeiten verliehen, die sich „bleibende höchste Verdienste um das Ansehen und das Allgemeinwohl der Stadt“ erworben haben. Daneben vergibt die Stadt auch einen Ehrenring für Persönlichkeiten, „die sich durch ausgezeichnete Leistungen auf kommunalem, kulturellem, wirtschaftlichem, technischem oder karitativem Gebiet um die Stadt Traunstein oder den gesamten Chiemgau besonders verdient gemacht und dadurch zum gemeinen Wohle der Stadt in hervorstechendem Maße gewirkt haben“, und eine Ehrenmedaille für Persönlichkeiten, „die sich um die Stadt Traunstein verdient gemacht haben“.
Seit 1853 wurden 22 Personen zu Ehrenbürgern ernannt. Die während der Zeit des Nationalsozialismus an Adolf Hitler und Paul von Hindenburg vergebenen Ehrenbürgerschaften wurden vom Stadtrat am 14. März 1946 förmlich aufgehoben. In einer Sitzung vom 12. Januar 1998 entschied der Hauptausschuss des Stadtrates, sich von den Ehrenbürgerrechten, die an Adolf Hitler, Paul von Hindenburg, Ludwig Siebert und Adolf Wagner verliehen wurden, zu distanzieren.
Die Gemeinden Haslach, Hochberg, Kammer und Wolkersdorf vergaben bis zu ihrer Eingemeindung nach Traunstein ebenfalls Ehrenbürgerschaften.
Hinweis: Die Auflistung erfolgt chronologisch nach Datum der Zuerkennung. Die Inhalte sind zu großen Teilen dem zitierten pdf-Dokument auf der Website von Traunstein entnommen.

## Die Ehrenbürger der Großen Kreisstadt Traunstein
1. Thomas Kolb (* 3. Januar 1815 in Peterskirchen; † Februar 1865 in Oberneukirchen)
Stadtkooperator und Benefiziumsverwalter von 1842 bis 1852
Verleihung am 10. März 1853
Kolb wurde zum Ehrenbürger ernannt, weil er seit mehr als 13 Jahren den sehr beschwerlichen Posten eines Stadtkooperators in Traunstein zu allgemeinster Zufriedenheit der Stadt- und Kirchengemeinde mit Auszeichnung versehen und selbst den geringsten unter den Bürgern der Stadt ein liebevoller Seelsorger war.
2. Josef Hell (* 27. Juli 1795 in Beilngries; † 5. August 1865 in Traunstein)
kgl. Bezirksgerichts-, Salinen- und Bergamtsarzt, städtischer Spital- und Armenarzt
Verleihung am 26. Oktober 1864
Die Ehrenbürgerschaft wurde verliehen als ehrende Anerkennung dafür, dass Hell mehr als 30 Jahre lang in Traunstein als kgl. Gerichtsarzt, dann als städtischer Spital- und Armenarzt mit größter Auszeichnung, allem Eifer und der edelsten Aufopferung in der Stadtgemeinde gewirkt hat. Besondere Verdienste erwarb er sich bei der Bekämpfung der 1854 in Traunstein grassierenden Cholera-Epidemie. Er war auch Inhaber des Verdienstordens vom heiligen Michael.
3. Hartwig Peetz (* 28. März 1822 in Bayreuth; † 17. April 1892 in München)
Rentamtmann in Traunstein von 1860 bis 1882, Heimatforscher
Verleihung am 29. November 1882
Peetz wurde anlässlich seines Ausscheidens aus dem Amt des kgl. Rentamtmanns für seine vielen Verdienste, die er sich für Stadt und Land erworben hat, geehrt. Er ist Verfasser zahlreicher heimatkundlicher Beiträge und beeinflusste das städtische Kulturleben nachhaltig. Peetz war Inhaber des Verdienstordens vom heiligen Michael und der Ludwigsmedaille für Wissenschaft und Kunst.
4. Clement Mayr (* 13. Oktober 1822 in Hof; † 20. Februar 1898 in Traunstein)
Landgerichtspräsident
Verleihung am 18. September 1884
Mayr wurde anlässlich seines 30-jährigen Dienstjubiläums im Oktober 1884 ausgezeichnet. Mayr hatte in den 27 Jahren seiner dienstlichen Tätigkeit in Traunstein stets liebenswürdiges Entgegenkommen bewiesen. Er war auch Inhaber des Verdienstordens vom heiligen Michael.
5. Johann Fries (* 22. August 1845 in München; † 29. November 1889 in München)
Rechtsanwalt
Verleihung am 8. Juni 1886
Fries fungierte lange Jahre als Vorstand des Gemeindekollegiums. Geehrt wurde er für sein ersprießliches Wirken während dieser Zeit.
6. Joseph Wispauer (* 12. November 1822 in Traunstein; † 19. August 1894 in Traunstein)
Kaufmann, Bürgermeister von 1873 bis 1878, Chiemsee-Administrator
Verleihung am 8. März 1887
Mit der Verleihung wurden Wispauers vorzügliche Verdienste um die Stadt Traunstein gewürdigt. Er war auch Inhaber des Verdienstordens vom heiligen Michael.
7. Sigmund von Pfeufer (* 24. Februar 1824 in Bamberg; † 23. September 1894 in München)
Regierungspräsident von Oberbayern, Staatsminister
Verleihung am 18. Januar 1894
Pfeufer war von 1867 bis 1871 Regierungspräsident der Pfalz, anschließend bayerischer Innenminister und ab 1881 Regierungspräsident von Oberbayern. Anlässlich seines 70. Geburtstages wurde er wegen seiner Verdienste zum Wohle der Pfalz und insbesondere um das Gedeihen und Emporblühen der Stadt Traunstein die Ehrenbürgerschaft verliehen. Bereits seit 1871 war Pfeufer Ehrenbürger der Stadt Speyer, die Landeshauptstadt München ehrte ihn ebenfalls 1894 auf diese Weise.
8. Karl Gebhard (* 22. Dezember 1830 in Thurnau; † 25. Dezember 1916 in München)
Landgerichtspräsident von 1893 bis 1899
Verleihung am 20. Oktober 1899
Gebhard wurde anlässlich seiner Versetzung in den Ruhestand die Ehrenbürgerschaft verliehen. In seiner Tätigkeit als Präsident des kgl. Landgerichtes begegnete er den Interessen der Stadt stets sehr wohlwollend, insbesondere, als es sich um Erweiterung des Landgerichtes und Erbauung eines Amtsgerichtes handelte. Er war auch Inhaber des Verdienstordens vom heiligen Michael.
9. Philipp Brunner (* 26. Januar 1844 in Volkach; † 10. Juli 1919 in München)
rechtskundiger 2. Bürgermeister der Landeshauptstadt München von 1893 bis 1914
Verleihung am 2. November 1900
Brunner wurde in dankbarer Würdigung seiner der Stadt Traunstein stets entgegengebrachten wohlwollenden Gesinnung, insbesondere seiner so förderlichen Mitwirkung als Referent im oberbayerischen Landrat bei Errichtung eines Progymnasiums in Traunstein zum Ehrenbürger ernannt. Er war auch Inhaber des Verdienstordens vom heiligen Michael.
10. Eugen Rosner (* 18. Juni 1856 in Oedhof, Freilassing; † 26. April 1917 in München)
Gutsbesitzer
Verleihung am 5. Mai 1905
Rosner wurde in dankbarer Anerkennung seiner patriotischen und gemeinnützigen Gesinnung geehrt, die er durch die Stiftung des Prinzregent-Luitpold-Denkmales, eines hervorragenden, die Stadt Traunstein zierenden Kunstwerkes, bewiesen hat.
11. Josef Leonpacher (* 15. März 1838 in Traunstein; † 22. Mai 1921 in Traunstein)
kgl. Medizinalrat, Krankenhaus- und Armenarzt
Verleihung am 6. September 1907
Leonpacher wurde in Anerkennung und Ehrung seiner Verdienste um das Gemeinwohl der Stadt Traunstein ausgezeichnet, die er sich während seiner 40-jährigen Tätigkeit an den städtischen Anstalten erworben hatte. Er war auch Inhaber des Verdienstordens vom heiligen Michael.
12. Johann Niklas (* 12. Mai 1847 in Lauingen a.d.Donau; † 14. Juli 1912 in Traunstein)
kgl. Professor
Verleihung am 3. Juni 1907
Niklas war Vorstand des städtischen Erziehungsinstituts. Anlässlich seines Rücktritts aus diesem Amt wurde er in Würdigung und Anerkennung der vielen Verdienste um die Hebung und Leitung der Anstalt während seiner 25-jährigen erfolgreichen Tätigkeit geehrt.
13. Max Mayr (* 23. Februar 1853 in Landsberg am Lech; † 15. Februar 1916 in München)
Vorstand des Straßen- und Flussbauamtes Traunstein bis 1908, kgl. Regierungs- und Kreisbaurat bei der Obersten Baubehörde in München
Verleihung am 13. April 1908
Die Verleihung der Ehrenbürgerschaft an Mayr erfolgte in Würdigung und Anerkennung seiner vielen Verdienste um die Interessen der Stadt Traunstein. Herausgehoben wurden seine Tätigkeit während des Hochwassers im Jahr 1899 und bei späteren Hochwassereintritten, bei Erbauung der Schutzdämme an der Traun, bei Fertigung des Projektes für den Umbau der Triftanlagen in der Au, beim Umbau der städtischen Schwimm- und Badeanstalt im Jahr 1905 und bei verschiedenen anderen gemeindlichen Unternehmungen.
14. Matthias Dunstmair (* 22. Februar 1853 in Engelsberg; † 22. März 1933 in München)
Stadtpfarrer und Geistlicher Rat in Traunstein von 1902 bis 1911, Domkapitular, Generalvikar der Erzdiözese München-Freising von 1928 bis 1931
Verleihung am 13. April 1909
Dunstmair wurde in Ansehung und Würdigung seiner bürgerfreundlichen Gesinnung und seines bei jeder Gelegenheit bewiesenen Entgegenkommens bei Förderung der städtischen Interessen, sowie insbesondere bezüglich der Renovation der Stadtpfarrkirche und Aufbringung der erforderlichen Mittel hierzu zum Ehrenbürger ernannt.[2]
15. Max Fürst (* 15. Oktober 1846 in Traunstein; † 30. August 1917 in München)
Kunst- und Historienmaler, Heimatschriftsteller
Verleihung am 13. April 1909
Fürst war Mitbegründer und Ehrenmitglied des St.-Georg-Vereins. Er erhielt die Ehrenbürgerschaft in Ansehung und Würdigung seiner Verdienste um die Stadtgemeinde Traunstein, insbesondere bezüglich der Forschungen um die Geschichte des Chiemgaues und ferner anlässlich der Renovierung der Stadtpfarrkirche.
16. Emil Ehrensberger (* 25. September 1858 in Babenhausen; † 8. Mai 1940 in Traunstein)
Geheimer Baurat
Verleihung am 28. Februar 1919
Ehrensberger war von 1899 bis 1917 Mitglied des Direktoriums der Kruppwerke in Essen. Seit dem 3. Dezember 1915 lebte er in Traunstein. Hier bewies er durch Zuwendung namhafter Wohltätigkeitsspenden, namentlich zur Linderung der Not während der vergangenen harten Kriegszeit, seine gemeinnützige und hochherzige Gesinnung.
17. Franz Xaver Prandtner (* 1. Dezember 1857 in Traunstein; † 24. Mai 1941 in Traunstein)
Kaufmann, 2. Bürgermeister
Verleihung am 9. Dezember 1927
Prandtner wurde in dankbarer Anerkennung seines hervorragenden 40-jährigen gemeindlichen Wirkens als Gemeindebevollmächtigter, Magistratsrat, Stadtkämmerer, Bürgermeister-Stellvertreter, Stadtrat, Krankenhausverwalter und II. Bürgermeister sowie als verdienstvoller Förderer der Freiwilligen Feuerwehr Traunstein, der Georgiritte, des städtischen Heimathauses, der Heimatschau (1926) und anderer wichtiger städtischer Belange ausgezeichnet.
  - Adolf Hitler (* 20. April 1889 in Braunau am Inn; † 30. April 1945 in Berlin)

Reichskanzler
Verleihung am 31. März 1933
Die Verleihung der Ehrenbürgerschaft erfolgte auf Antrag der Ortsgruppe der NSDAP infolge dringender Anordnung von Bürgermeister Vonfichts. Gleichzeitig wurde die Rosenheimer Straße in Adolf-Hitler-Straße umbenannt.
  - Paul von Hindenburg (* 2. Oktober 1847 in Posen; † 2. August 1934 auf Gut Neudeck)

Reichspräsident
Verleihung am 31. März 1933
Gleichzeitig mit der Ehrung Hitlers wurde auch Reichspräsident Hindenburg infolge dringender Anordnung von Bürgermeister Vonficht zum Ehrenbürger ernannt. Im gleichen Zug wurde der Stadtplatz in Hindenburgplatz umbenannt.
  - Ludwig Siebert (* 17. Oktober 1874 in Ludwigshafen; † 1. November 1942 in Stock am Chiemsee)

Bayerischer Ministerpräsident von 1933 bis 1942
Verleihung am 28. September 1933
Siebert wurde anlässlich seines Besuches in Traunstein am 5. November 1933 zum Ehrenbürger ernannt.
18. Dr. Georg Vonficht (* 21. März 1882 in Ingolstadt; † 3. Dezember 1964 in Tegernsee)
rechtskundiger Bürgermeister von 1909 bis 1935
Verleihung am 2. Oktober 1934
Vonficht wurde anlässlich seines 25-jährigen Dienstjubiläums im Amt des Bürgermeisters zum Ehrenbürger ernannt. Die Verleihung erfolgte in Würdigung und dankbarer Anerkennung seiner außerordentlich verdienstvollen, pflichttreuen und ersprießlichen Wirksamkeit zu allen Zeiten seiner Amtsführung.
  - Adolf Wagner (* 1. Oktober 1890 in Algringen; † 12. April 1944 in Bad Reichenhall)

Staatsminister, Gauleiter von München-Oberbayern
Verleihung am 7. Dezember 1937
Wagner wurde die Ehrenbürgerschaft anlässlich seiner persönlichen Anwesenheit in Traunstein bei der 15-jährigen Gründungsfeier der Ortsgruppe der NSDAP und "in Anerkennung der großen Verdienste um Volk und Staat" verliehen.
19. Georg Schierghofer (* 1. November 1878 in Traunstein; † 26. Januar 1959 in Bad Tölz)
Apotheker, Heimat- und Brauchtumsforscher
Verleihung am 31. Oktober 1953
Schierghofer konnte mit seiner Lebensarbeit das Verständnis für Sitte und Brauchtum seiner Heimat vertiefen und hat sich damit für den Chiemgau und für die Stadt Traunstein im Besonderen unvergängliche Verdienste erworben. Er war zudem Ehrenmitglied des St.-Georg-Vereins und des Historischen Vereins.
20. Wilhelm Niklas (* 24. September 1887 in Traunstein; † 12. April 1957 in München)
Veterinärmediziner, Bayerischer Staatsrat, Bundesminister für Ernährung, Landwirtschaft und Forsten 1949 bis 1952
Verleihung am 7. Mai 1955
Mit der Verleihung würdigte die Stadt Niklas’ Treue zu seiner Vaterstadt und seiner überragenden Verdienste um das deutsche Vaterland.
21. Franz Unterforsthuber (* 3. Juni 1876 in Lohen, Gemeinde Kraiburg; † 29. Dezember 1961 in Traunstein)
Kaufhausbesitzer
Verleihung am 2. Juni 1956
Unterforsthuber wurde anlässlich der Vollendung seines 80. Lebensjahres wegen seiner vorbildlichen Anteilnahme am Gemeinschaftsleben der Stadt und aufgrund seiner besonderen Verdienste auf karitativem Gebiet zum Ehrenbürger ernannt. Er war auch Träger des Bundesverdienstkreuzes.
22. Benedikt XVI. (Joseph Ratzinger) (* 16. April 1927 in Marktl; † 31. Dezember 2022 im Vatikan)
Papst
Verleihung am 16. Juni 2005, Überreichung der Urkunde am 8. Februar 2006
Der Papst wurde in Anerkennung seiner Persönlichkeit und der persönlichen Verbindungen zu Traunstein als seiner Vaterstadt zum Ehrenbürger ernannt.
23. Fritz Stahl (* 1. März 1940 in Puddenzig, Pommern)
Postbeamter, Oberbürgermeister 1990 bis 2008, stellvertretender Landrat 1990 bis 2002
Verleihung am 1. März 2020
Stahl wurde aufgrund der Vielzahl und Vielfalt all seiner herausragenden Verdienste und Leistungen als langjähriger Oberbürgermeister und aufgrund seines großen ehrenamtlichen Engagements für Traunstein, den Chiemgau und die Region Südostoberbayern ernannt. Er ist auch Träger des Bundesverdienstkreuzes (2003) und des Ehrenrings der Stadt Traunstein (2009) sowie Altoberbürgermeister.
24. Waltraud Wiesholler-Niederlöhner (* 30. Dezember 1948 in Traunstein)
Verwaltungsbeamtin bei der Telekom, Stadträtin 1980 bis 2020, ab 1996 3. Bürgermeisterin, Vorsitzende der Kreistagsfraktion der SPD 2002 bis 2020, Trägerin des Bundesverdienstkreuzes, der Kommunalen Verdienstmedaille in Silber und des Ehrenrings der Stadt Traunstein (2021)
Verleihung am 7. Februar 2025[3]
Wiesholler-Niederlöhner wurde aufgrund der Vielzahl und Vielfalt all ihrer herausragenden Verdienste und Leistungen ausgezeichnet.

## Die Ehrenbürger der Gemeinde Haslach
1. Adolf Gschaider (* 18. Februar 1852 in Eggenfelden; † 27. Mai 1930 in Krailling)
Sekretär am Landgericht Traunstein von 1882 bis 1885, anschließend (bis 1893) am Landgericht München II
Verleihung am 5. Juni 1904
Gschaider wurde in Anbetracht seines vieljährigen Aufenthaltes in der Gemeinde und des derselben allzeitig entgegengebrachten Wohlwollens zum Ehrenbürger ernannt.
2. Joseph Reiter (* 16. Januar 1857 in Salzburg; † 19. Januar 1927 in Haslach)
Hauptlehrer, Gemeindeschreiber
Verleihung am 24. November 1918
Reiter war von 1903 bis 1918 als Hauptlehrer und von 1911 bis 1922 als Gemeindeschreiber tätig. In Anbetracht seiner langjährigen ersprießlichen Dienstleistung in der Gemeinde wurde ihm die Ehrenbürgerschaft zuerkannt.
3. Stefan Blum (* 4. April 1876 in Berchtesgaden; † 13. April 1947 in Haslach)
Pfarrer
Verleihung am 27. November 1927
Pfarrer Blum wurde anlässlich seines 25-jährigen Priesterjubiläums und in Anbetracht seiner Verdienste um die Gemeinde, besonders im Fürsorgewesen, geehrt.
4. Adolf Ufer (* 16. November 1863 in Landau (Pfalz); † 13. April 1939 in Traunstein)
Bezirksamtmann, Oberregierungsrat
Verleihung am 15. November 1928 (in Haslach, nur hier in der Liste aufgeführt)
Verleihung am 18. November 1928 (in Hochberg)
Verleihung am 11. Oktober 1928 (in Kammer)
Verleihung am 11. November 1928 (in Wolkersdorf)
Ufer wurde zum 1. Januar 1929 wegen Erreichens der Altersgrenze in den Ruhestand versetzt. Wegen seiner vielfältigen Verdienste initiierte der Haslacher Altbürgermeister Pius Bachmaier, dass Ufer in allen 50 Gemeinden des Bezirks Traunstein zum Ehrenbürger ernannt wurde.
5. Josef Stitzl (* 25. März 1901 in Natzing; † 2. Dezember 1980 in Ruhpolding)
Pfarrer und Dekan
Verleihung am 30. November 1965
Stitzl führte die Pfarrei seit dem 1. November 1941. Aufgrund seiner großen Verdienste während und nach den Kriegsjahren sowie seiner großen Opferbereitschaft wurde ihm die Ehrenbürgerschaft angetragen.
6. Josef Rosenegger (* 30. Mai 1917 in Seiboldsdorf; † 20. Juli 2010 in Flintsbach a. Inn)
Pfarrer von Töging und Flintsbach
Verleihung am 9. Februar 1967
Rosenegger ist Verfasser der umfassenden Geschichte der Pfarrei Unserer Lieben Frau zu Haslach, die das katholische Pfarramt Haslach 1963 veröffentlicht hatte. Aufgrund seiner großen Verdienste um die Pfarrei Haslach wurde er mit der Ehrenbürgerschaft ausgezeichnet.

## Die Ehrenbürger der Gemeinde Wolkersdorf
1. Alois Kaiser (* 9. März 1896 in Oberwalchen; † 2. Februar 1980 in Traunstorf)
Bürgermeister von 1945 bis 1966, Gemeindesekretär von 1949 bis 1963
Verleihung am 8. Mai 1966
Kaiser wurde für seine langjährige, mühevolle Tätigkeit in der Kommunalverwaltung ausgezeichnet. Gleichzeitig wurde ihm der Ehrentitel Altbürgermeister verliehen.